# Erica solandra
Erica solandra är en ljungväxtart som beskrevs av Gábor Gabriel Andreánszky. Erica solandra ingår i släktet klockljungssläktet, och familjen ljungväxter. Utöver nominatformen finns också underarten E. s. mollis.